# Parque natural del Marjal de Pego-Oliva
El Parque Natural del Marjal de Pego-Oliva (en valenciano Parc Natural de la Marjal de Pego-Oliva) es un espacio natural protegido español situado entre los términos municipales de Pego y Oliva, en las provincias de Alicante y de Valencia, Comunidad Valenciana. Este paraje de 1255 ha fue declarado parque natural por el gobierno valenciano el 27 de diciembre de 1994.
Este espacio natural protegido tiene un sistema dunar que se extiende al sur del río Serpis. Está conformado por espacios palustres y arrozales. 
La formación de este parque se debe al proceso de colmatación que sufrió una antigua bahía que la convirtió en albufera y que posteriormente continuó para convertirla en el actual marjal. Debido a ello constituye una extensión uniforme de carrizales con numerosas balsas de agua limpia siendo atravesada por una red de antiguas acequias. 

## Ríos
Dentro del parque natural nacen el Bullent (o Vedat), que flanquea el marjal por el norte y el Racons (o Molinell), situado al sur del paraje, que ha sido modificado y canalizado en diversas épocas. Al norte del paraje se sitúa el Serpis uno de los ríos más importantes nacidos dentro de la Comunidad Valenciana y que es responsable de la mayor parte de los sedimentos que configuraron la orografía del parque.

## Flora

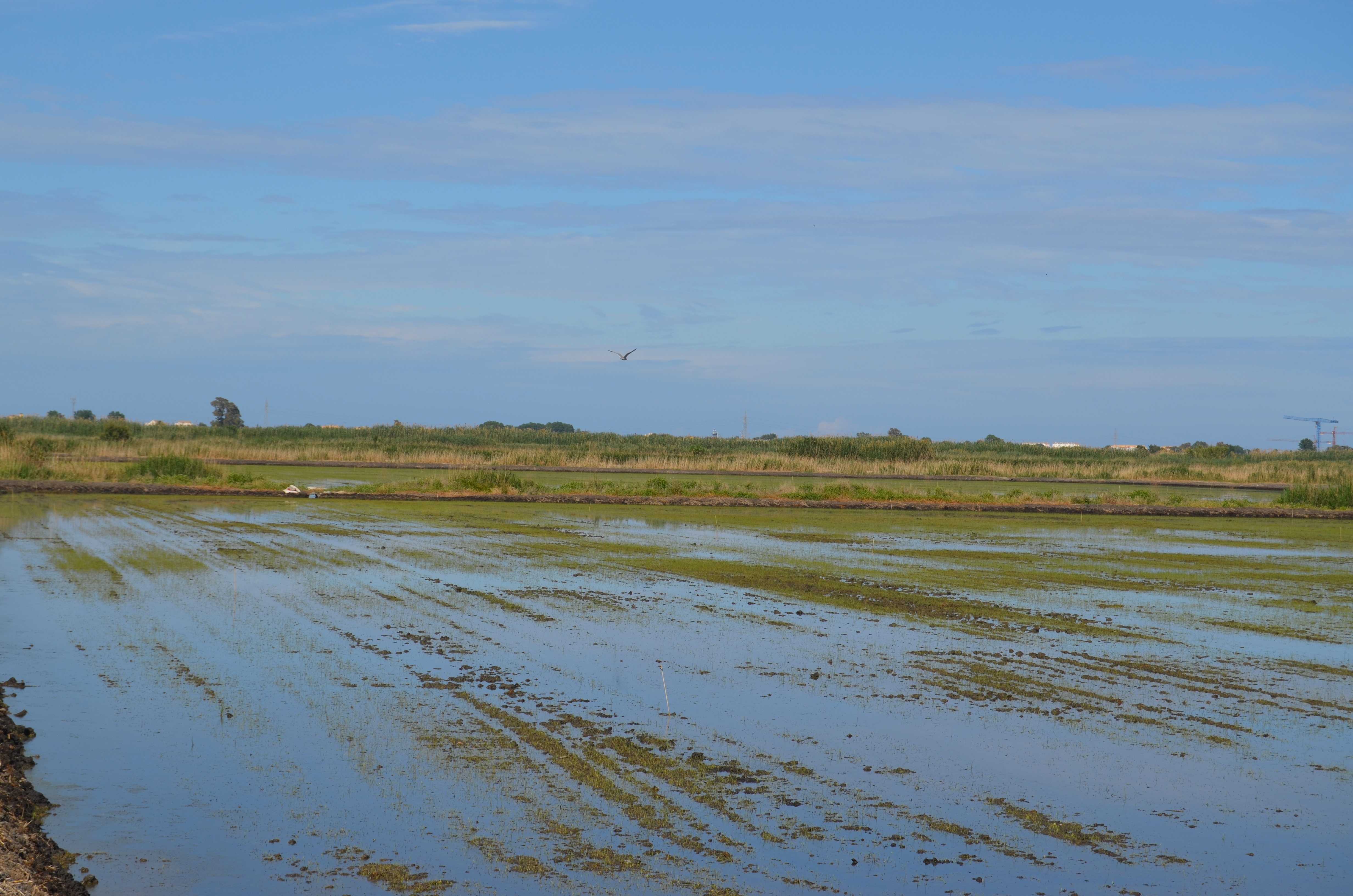
Campos de arroz

En la parte situada al interior del paraje destacan las malladas con tarays y los juncales. El marjal propiamente dicho está cubierto de carrizales y en sus canales y charcas existe una buena representación de vegetación subacuática. En el curso alto de los ríos, debido a la calidad de sus aguas, se conservan especies vegetales (y también animales) extinguidas en la casi totalidad de su territorio original.

## Fauna
Las excelentes condiciones en que se encuentra el agua del marjal permiten que haya poblaciones de invertebrados como las gambetes (Dugastella valentina, Paleomonetes zariquieyi y Athyaephyra desmaresti) o los petxinots (Anodonta cygnea y Unio mancus). Entre los peces destaca la presencia del samarugo, que confiere al parque un alto valor ecológico debido a su escasez, o la colmilleja. Los reptiles más característicos del parque son el galápago común y el galápago leproso.
Las aves se encuentran muy bien representadas y constituyen, además de una de las mayores riquezas del marjal, uno de los principales motivos por los que ha sido aceptado en el Convenio Ramsar. Entre las especies nidificantes se encuentran: el zampullín chico, el somormujo lavanco, el avetorillo, la garza imperial, la cerceta pardilla y la cigüeñuela. El fumarel cariblanco es una de las especies más representativas. También destaca el calamón, especie hasta hace poco extinguida en la Comunidad Valenciana.

## Parajes de interés
En las proximidades del parque natural se halla la Fuente Salada, que es un manantial de aguas termales con propiedades curativas para la piel.[cita requerida]

## Economía
En el interior del propio parque se cultiva arroz, cultivo introducido en la península ibérica por los árabes. Es un cultivo de gran valor debido al hecho de producirse variedades autóctonas del propio parque. En las zonas más altas del parque y en sus alrededores el cultivo predominante es el de la naranja.

## Accesos
El acceso al parque natural se realiza desde la N-332. La carretera que va de Oliva a Pego bordea el Parque por el norte, mientras que la CV-700 entre Vergel y Pego constituye el límite sur del paraje. La CV-670, que da acceso a las playas de Denia y Oliva (antigua Playa de Pego) atraviesa de lleno este paraje natural.